# Julie Blackmonová
Julie Blackmonová (nepřechýleně Blackmon; * 1966 Springfield, Missouri, USA) je americká fotografka, která žije a pracuje v Missouri. Témata pro své fotografie čerpá z vlastní zkušenosti – vyrůstala v početné rodině a zároveň její současná role matky a fotografky dává možnost zobrazovat nadčasovost rodinné dynamiky. Jako nejstarší z devíti dětí a sama matka tří, využívá své vlastní rodiny a domácnosti a „dokumentárně zkoumá fantastické prvky našeho každodenního života“.

## Dílo

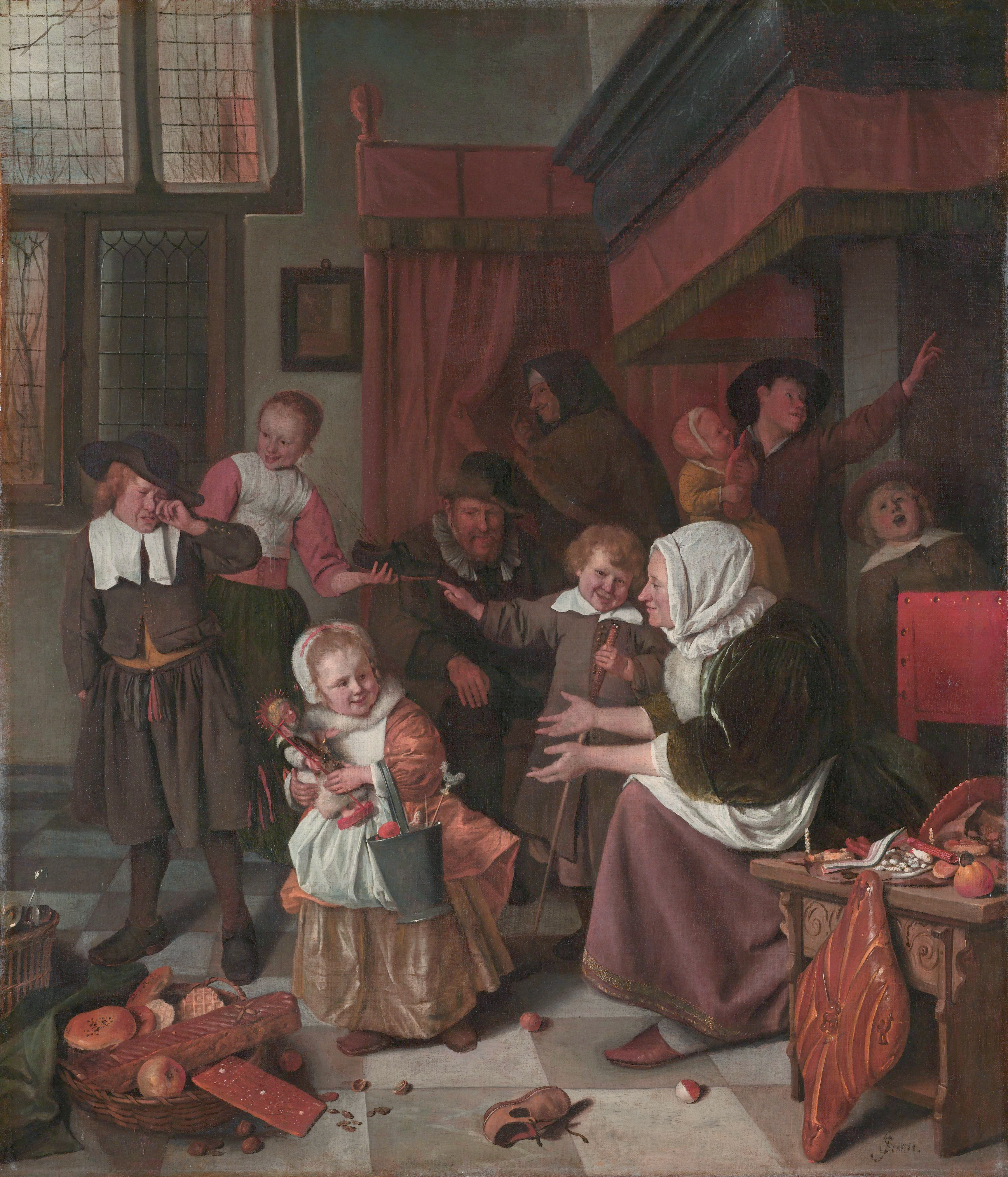
Fotografie J. Blackmonové se podobají rodinným scénám malíře Jana Steena

Vystudovala umění na univerzitě Missouri State University kde se velmi zajímala o fotografii a díla fotografů jako byli například Sally Mann nebo Keith Carter. Díky svým osobním zkušenostem a rodinným vztahům přidává Blackmonová prvky humoru a fantazie k vytvoření děl, která se dotýkají každodenní reality i fikce.
Mind Games je první velký cyklus fotografií, ve kterém zkoumá dětské hry na černobílých fotografiích. V roce 2004 získala série čestné uznání na projektu Project Competition hostovaný v centru Santa Fe Center for Photography and a získal ještě ocenění Society of Contemporary Photography v Kansas City.
Po ukončení cyklu Mind Games Blackmonová přešla na barevný film a začala využívat digitální technologie, zintenzivnila barvu svých fotografií, a začala používat prvky koláže – několik snímků vkládala do jednoho obrázku. Výsledné fotografie z rodinného života jsou plné výtržnictví a hravosti a působí všechny dohromady někdy nemožně až nereálně. Blackmonová říká, že obrazy jejího cyklu Domestic Vacations připomínají živé obrazy nizozemských a vlámských malířů 17. století, zejména chaotické rodinné scény Jana Steena. „Na míru šité“ prostředí a pečlivě umístěné rekvizity jsou často rysy její práce.